# 张维国
张维国（1963年10月—），男，汉族，湖北黄梅人，中华人民共和国政治人物。十堰高等师范专科学校数学专业毕业，华中科技大学哲学专业毕业。现任湖北省政协副主席。

## 生平
1983年7月参加工作，1986年10月加入中国共产党。
2012年8月，任中共十堰市委副书记、代理市长、市政府党组书记；9月当选市长。2016年12月，任中共十堰市委书记。
2013年，当选第十二届全国人民代表大会湖北地区代表。2016年12月，任十堰市委书记。2018年1月，任湖北省政协副主席。2023年1月，换届继续担任湖北省政协副主席。
2021年4月，不再兼任中共十堰市委书记。